# Felix Leiter
Felix Leiter è un agente statunitense della CIA, alleato di James Bond in qualche film della serie. In Vendetta privata (in parte ispirato al romanzo Vivi e lascia morire) Leiter perde l'uso di una gamba per opera degli squali. Con il reboot della serie, il personaggio, interpretato in questo caso da Jeffrey Wright, viene reintrodotto ex-novo, in perfetta forma.

## Attori che lo hanno interpretato
- Jack Lord in Licenza di uccidere
- Cec Linder in Missione Goldfinger
- Rik Van Nutter in Agente 007 - Thunderball (Operazione tuono)
- Norman Burton in Una cascata di diamanti
- David Hedison in Vivi e lascia morire e Vendetta privata
- John Terry in Zona pericolo
- Jeffrey Wright in Casino Royale, Quantum of Solace e No Time to Die

Prima di Jeffrey Wright, che è stato il primo ad interpretare Leiter in due film di James Bond consecutivi, il solo David Hedison è stato Leiter per due volte, ma a distanza di 16 anni l'una dall'altra: la prima in Vivi e lascia morire (1973), e la seconda in Vendetta privata (1989).
Nel film apocrifo Mai dire mai (Never Say Never Again) di Irvin Kershner il personaggio di Felix Leiter è interpretato da Bernie Casey e doppiato nella versione italiana da Elio Zamuto.

## Galleria d'immagini

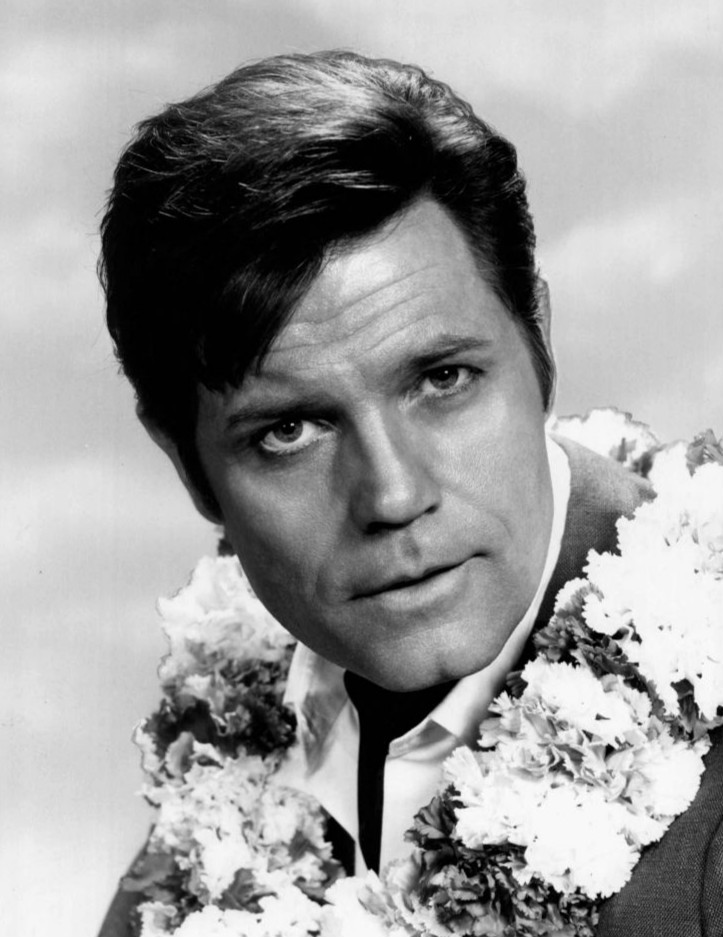
Jack Lord, primo interprete di Leiter nel 1962
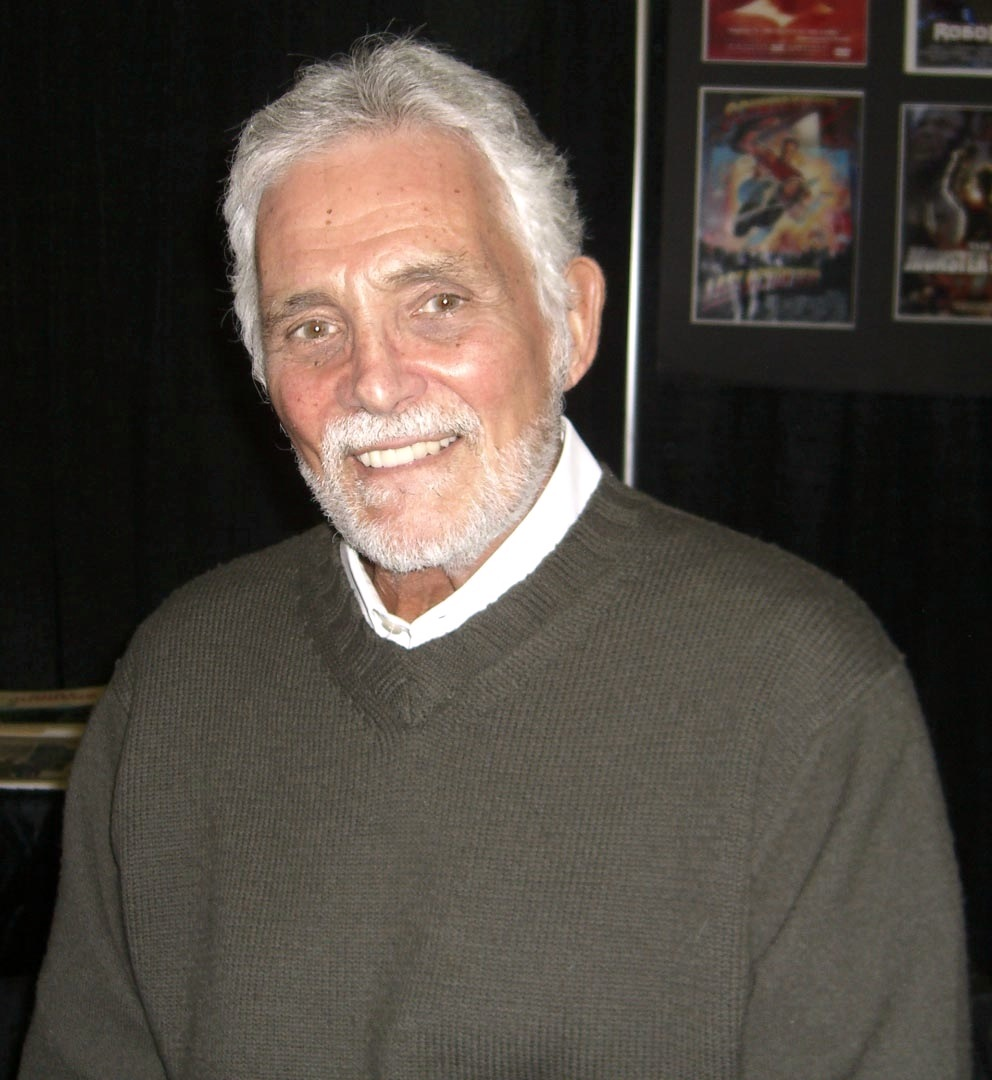
David Hedison, due volte Leiter nel 1973 e nel 1989
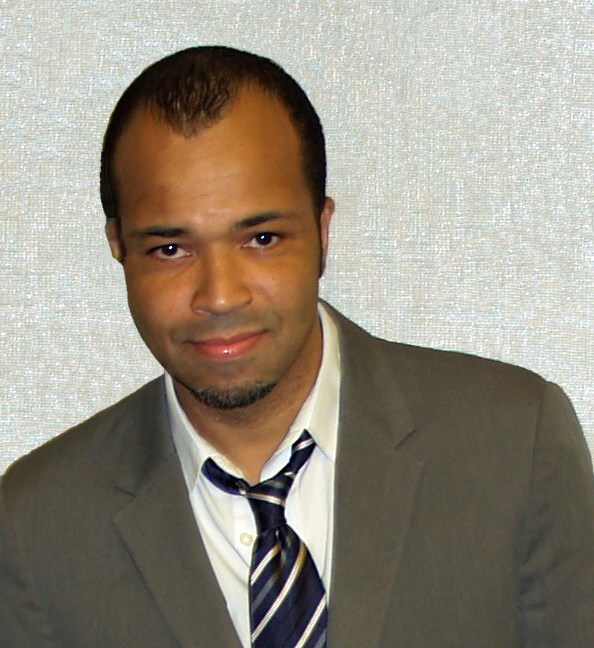
Jeffrey Wright, tre volte Leiter consecutivamente nel 2006 e 2008 e poi nel 2021